# 159-й окремий батальйон територіальної оборони (Україна)
159-й окремий батальйон територіальної оборони Збройних Сил України (159 ОбТрО) — окремий підрозділ 118-ї бригади Територіальної Оборони Збройних Сил України, який виконує бойові завдання, підтримує елітні частини та зміцнює оборону країни. Батальйон перебуває у складі Регіонального управління «Північ» Сил ТрО. На сьогоднішній день 159-й ОбТрО 118 ОбрТрО реорганізовано у 4 батальйон 118 ОбрТрО.

## Історія
159-й окремий батальйон Сил територіальної оборони ЗСУ був сформований 20.08.2018 року в м. Звенигородка, Звенигородський район, Черкаська область. 
Перший бойовий досвід батальйон отримав на Кліщіївському напрямку у Донецькій області.
З 23.02.2023 по 28.04.2023 року батальйону виконував бойові (спеціальні) завдання по обороні державного кордону у складі об'єднаного угрупування військ «Дунай».
З квітня 2023 року виконував бойові завдання на напрямку бойового зіткнення: Кліщіївка в складі 3 ОШБр та 80 ОДШБр.
При ротації ворога, мінометний розрахунок 159-го батальйону знищив ворожу БМП та піхоту ворога, чим забезпечив успішне утримання лінії зіткнення стрілецькій роті.
В період з 29.08.2023 по 14.10.2023 року виконував задачі по обороні міста Краматорськ, Донецька область.
В період з 15.10.2023 по 08.05.2024 року виконував бойові завдання з прикриття критичної інфраструктури та охорони і оборони державного кордону на півночі нашої держави.
З 23.06.2024 по 12.09.2024 виконував бойові завдання на Покровському напрямку у Донецькій області.
З 28.10.2024 по теперішній час підрозділ виконує бойові завдання на Оріхівському напрямку в Запорізькій області.
З 01.08.2025 у звʼязку із реорганізацією підрозділів Сил територіальної оборони Збройних Сил України 159 ОбТрО 118 ОбрТрО було реорганізовано у 4 батальйон 118 ОбрТрО.

## Командування
з серпня 2024 по т.ч. — капітан Сергій Олександрович Лугеря

## Відзнаки
- Лугеря Сергій Олександрович — Орден Богдана Хмельницького III ступеня (2023)
- Муленко Сергій Олександрович — Золотий Хрест (2024), орден "За мужність" (ІІІ ступеня)
- Поляков Олег Олександрович — Золотий Хрест, відзнака Президента України "За оборону України"
- Степаненко Петро Володимирович — державна нагорода "Герой України" (посмертно)
- Лисяний Андрій Анатолійович — Золотий Хрест (2024)
- Зарудніцький Денис Олександрович — відзнака Президента України "За оборону України"
- Поліщук Олександр Миколайович — Золотий Хрест, відзнака Президента України "За оборону України"
- Хмара Святослав Миколайович — Золотий Хрест
- Гоменюк Олексій Володимирович — Золотий Хрест
- Денисюк Олег Вікторович — нагорода "Золотий Тризуб"
- Євтушенко Олександр Володимирович — Золотий Хрест
- Ільченко Валентин Миколайович — Золотий Хрест
- Сіренко Олег Володимирович — Золотий Хрест
- Стиценко Олександр Васильович — Золотий Хрест, нагорода "Гілка дубового листя"
- Харченко Анатолій Степанович — Золотий Хрест
- Кравцов Дмитро Миколайович — Золотий Хрест
- Квачко Сергій Олександрович — Золотий Хрест
- Мельниченко Володимир Миколайович — орден "За мужність" (ІІІ ступеня)
- Коротя Валерій Васильович — Золотий Хрест
- Школьний Тарас Васильович — Золотий Хрест, нагорода "Гілка дубового листя"
- Савченко Сергій Володимирович — Золотий Хрест
- Бабченко Наталія Володимирівна — відзнака "За збережене життя"
- Хворостенко Віктор Миколайович — Золотий Хрест
- Левченко Владислав Вячеславович — відзнака Президента України "За оборону України"
- Баланюк Юрій Іванович — відзнака Президента України "За оборону України"
- Петяк Михайло Михайлович — Золотий Хрест
- Шапошніков Володимир Юрійович — відзнака Президента України "За участь в антитерористичній операції"
- Коврига Юрій Валентинович — відзнака Головнокомандувача ЗСУ "Хрест Військова честь", відзнака Міністерства оборони України "За 10 років сумлінної служби"
- Бугай Віталій Вікторович — Золотий Хрест
- Жулінський Максим Анатолійович — Золотий Хрест
- Гугля Анатолій Михайлович — Золотий Хрест
- Волос Станіслав Іванович — Золотий Хрест, відзнака Президента України "За оборону України"
- Слинько Віталій Олександрович — Золотий Хрест
- Саковенко Андрій Олександрович — орден "За мужність" (ІІІ ступеня, посмертно)
- Кузьменко Руслан Олександрович — Золотий Хрест (посмертно)
- Братко Юрій Юрійович — Золотий Хрест, Золотий Тризуб
- Братко Юрій Іванович — Золотий Хрест, Золотий Тризуб
- Груздєв Артем Валерійович — відзнака Президента України "За оборону України"
- Філенко Андрій Володимирович — відзнака Президента України "За оборону України"
- Черниш Олександр Васильович — відзнака Президента України "За оборону України"
- Зацарінна Оксана Володимирівна — орден княгині Ольги (ІІІ ступеня)
- Демченко Андрій Олександрович — орден "За мужність" (ІІІ ступеня)
- Оксененко Андрій Вікторович — орден "За мужність" (ІІІ ступеня)

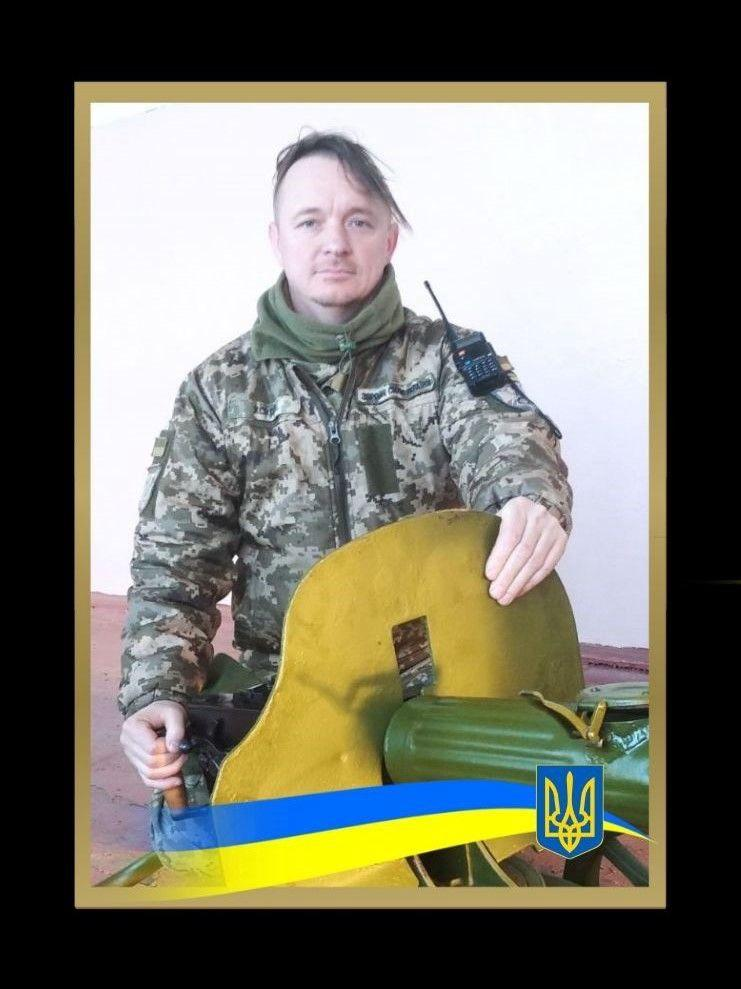
Герой України - молодший сержант Степаненко П.В.

Молодший сержант Петро Степаненко – бойовий медик 159 окремого батальйону 118 ОБр ТрО – став першим військовослужбовцем 118 ОбрТрО, якого відзначено найвищою державною нагородою. Згідно з Указом Президента України №106/2025, йому присвоєно звання Героя України (посмертно). Нагороду отримано за проявлену самопожертву та героїзм при виконанні бойових завдань в районі н.п. Кліщіївка, Бахмутського району, Донецької області. Підрозділ потрапив під масований артилерійський та мінометний вогонь. Зважаючи на велику кількість поранених, відсутність можливості евакуації, молодший сержант Степаненко П.В. кинувся в пекло бою, стабілізував поранених та власними силами виніс їх у безпечну зону. Останній вихід став для нього фатальним - закривши собою побратима під ворожим вогнем він загинув. Своєю самопожертвою він врятував життя багатьох бійців, які змогли повернутися у стрій та боронити нашу державу. Степаненко Петро Володимирович - Герой України, та його імʼя навіки вписане в історію боротьби нашої держави за незалежність.

## Традиції підрозділу

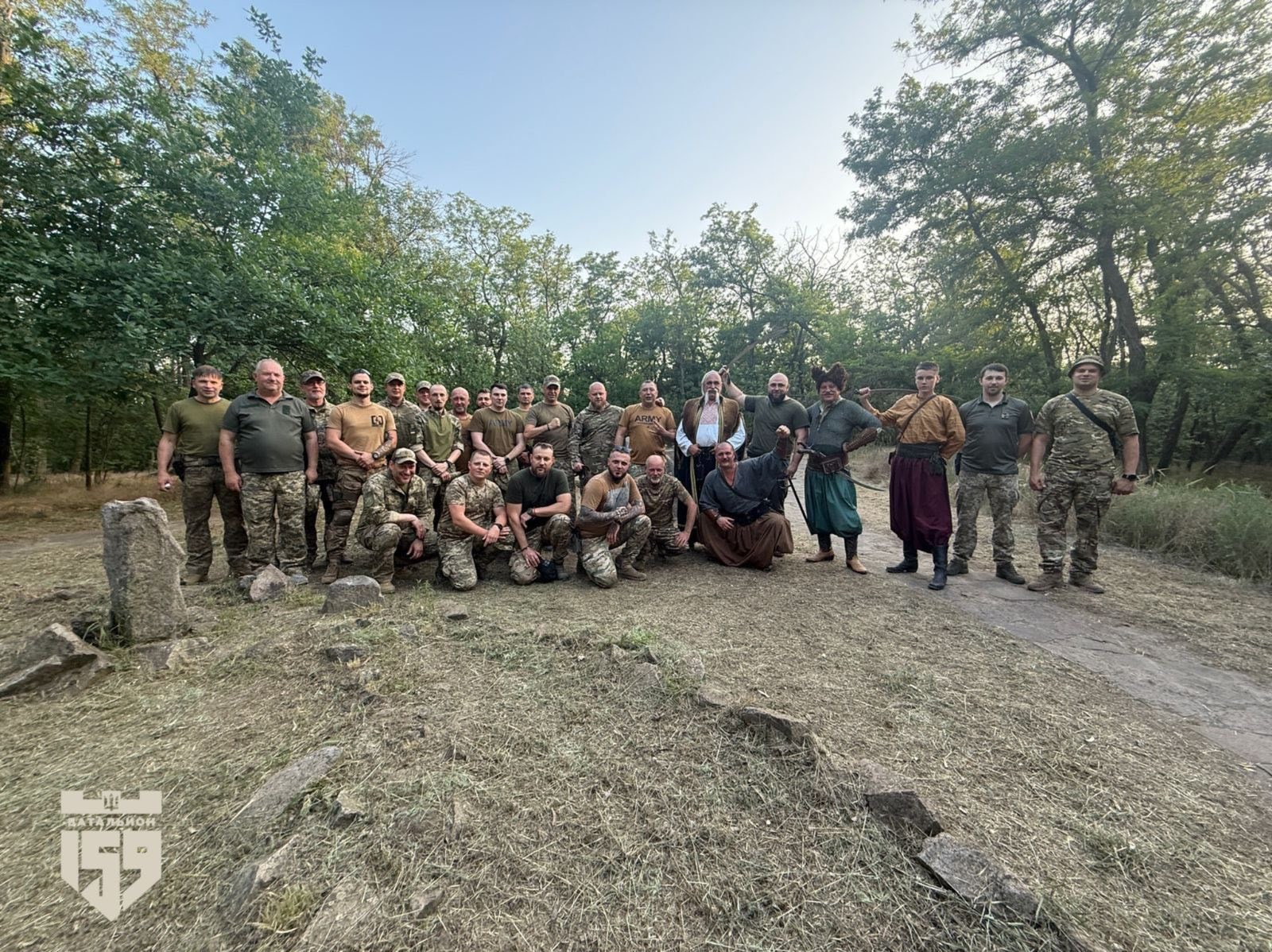
Фото особового складу 159 ОбТрО 118 ОбрТрО

У день великого церковного свята, на Трійцю, на острові Хортиця, священному місці українського війська, бійці 159 батальйону територіальної оборони дали клятву вірності Україні, започаткувавши нову військову традицію.
На місці сили, пронизаному духом запорізьких козаків, кожен боєць склав урочисту присягу з шаблею в руках — тією, на якій викарбувані слова великих отаманів Сірка та Мазепи.
Захід розпочався з молитви за Україну та загиблих воїнів, після чого пролунали слова військової присяги. Цей ритуал мав на меті не лише зміцнити бойовий дух, а й підкреслити зв’язок між історичною спадщиною та теперішньою боротьбою за незалежність.

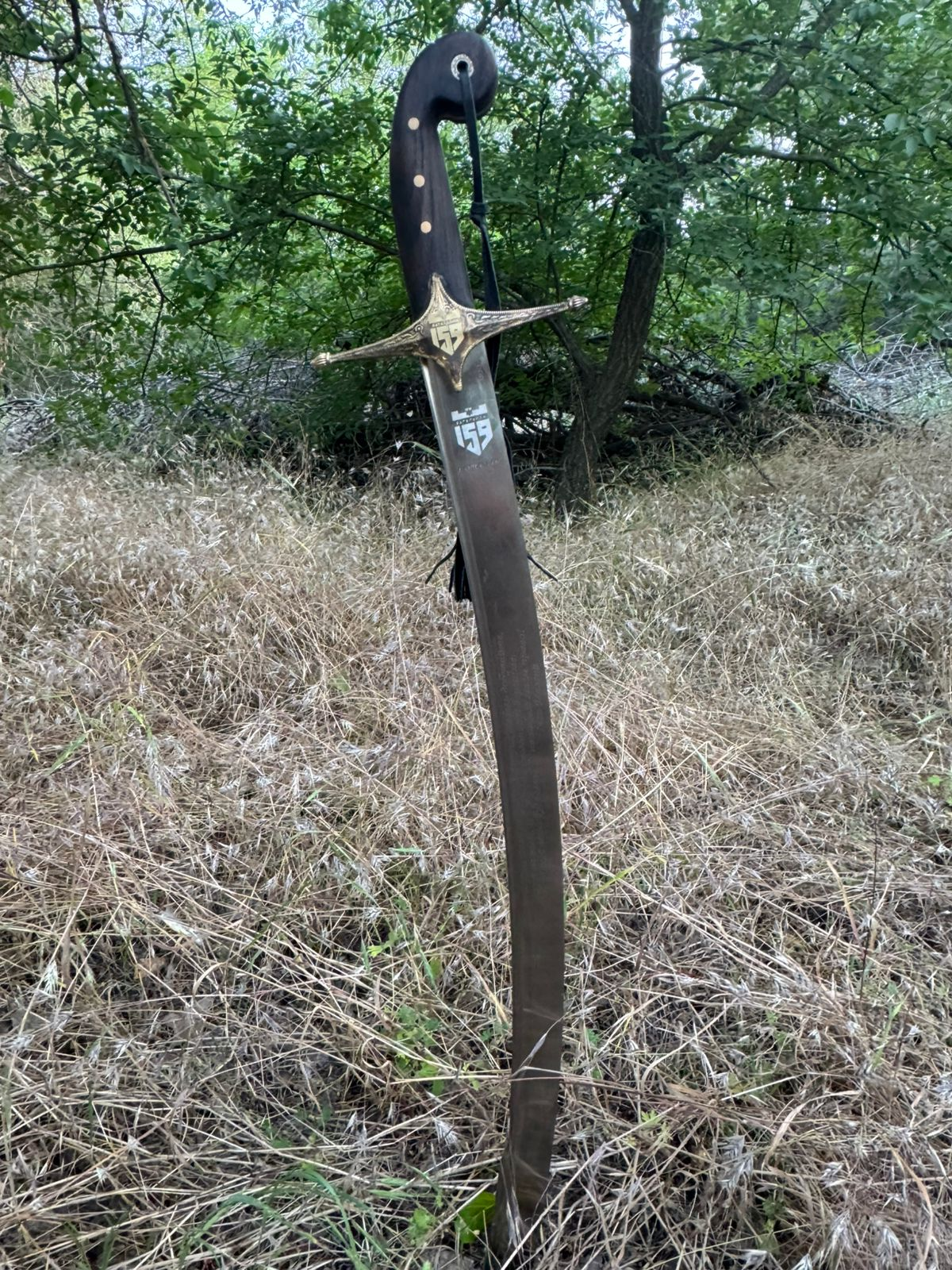
Фото шаблі 159 ОбТрО 118 ОбрТрО

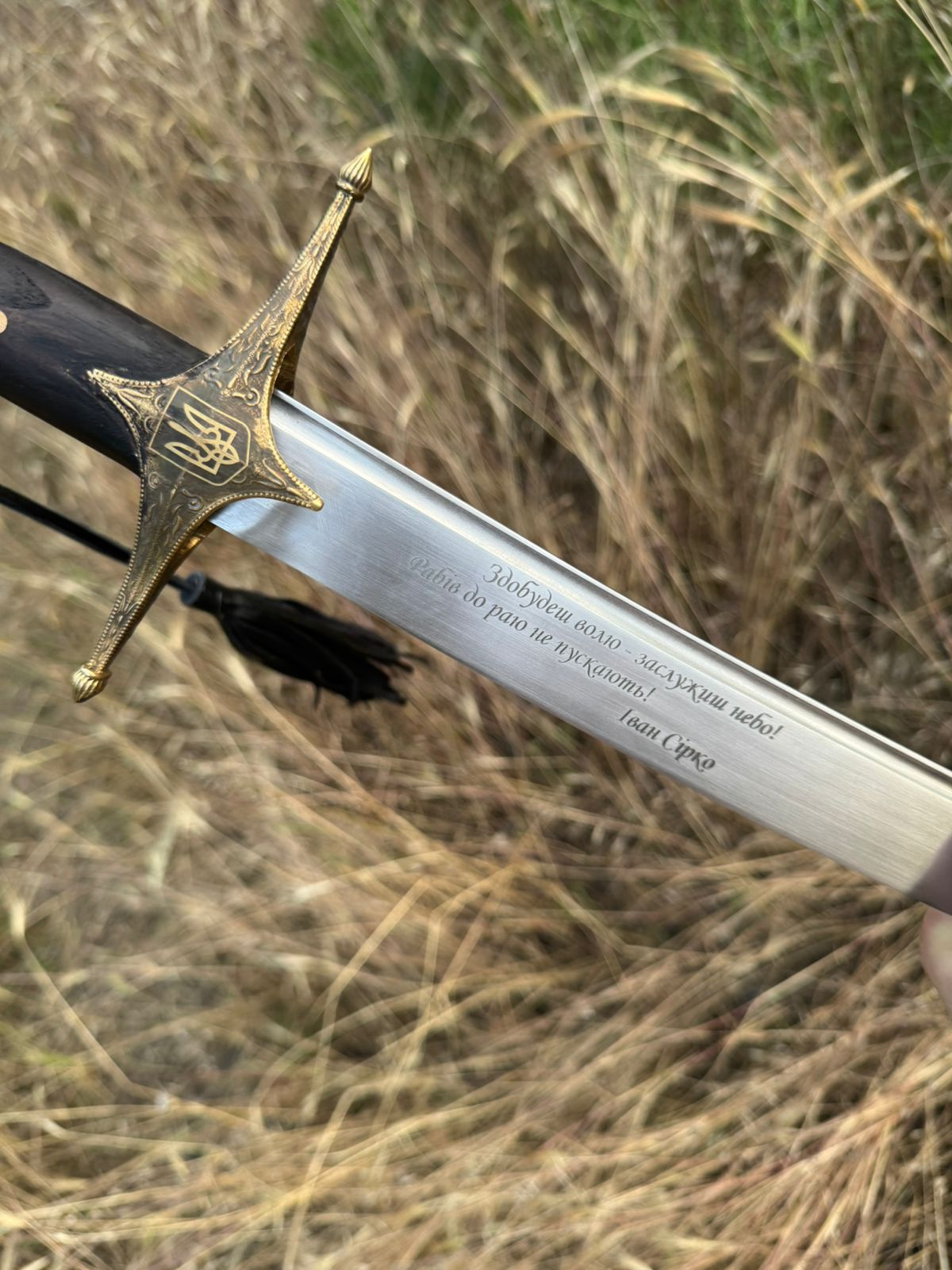
Напис на шаблі 159 ОбТрО 118 ОбрТрО

Острів Хортиця, як духовний осередок українського козацтва, був обраний не випадково. Саме тут формувалися перші уявлення про військову честь, самопожертву та відданість Україні. 
Запровадження такої церемонії у лавах підрозділу спрямоване на формування глибшої ідентичності, виховання поваги до військових традицій та посилення єдності в умовах воєнного часу. Учасники клятви підкреслювали, що ця мить стане для них точкою неповернення — моментом, коли особисте остаточно поступається спільному.
Кожен командир підрозділу 159 ОбТрО 118 ОбрТрО має свою особисту командирську шаблю, що відповідає доданим зображенням. Ці шаблі виготовлені індивідуально для кожного командира з урахуванням символіки підрозділу, історичних ремінісценцій та особистої відповідальності за людей і справу, яку він очолює. Командирська шабля слугує не лише елементом церемоніалу — це знак персональної присяги перед побратимами, символ лідерства і моральної відповідальності в бою. Передача шаблі новопризначеному командиру розглядається як посвята, що закріплює спадкоємність бойового духу та традицій українського воїнства. 

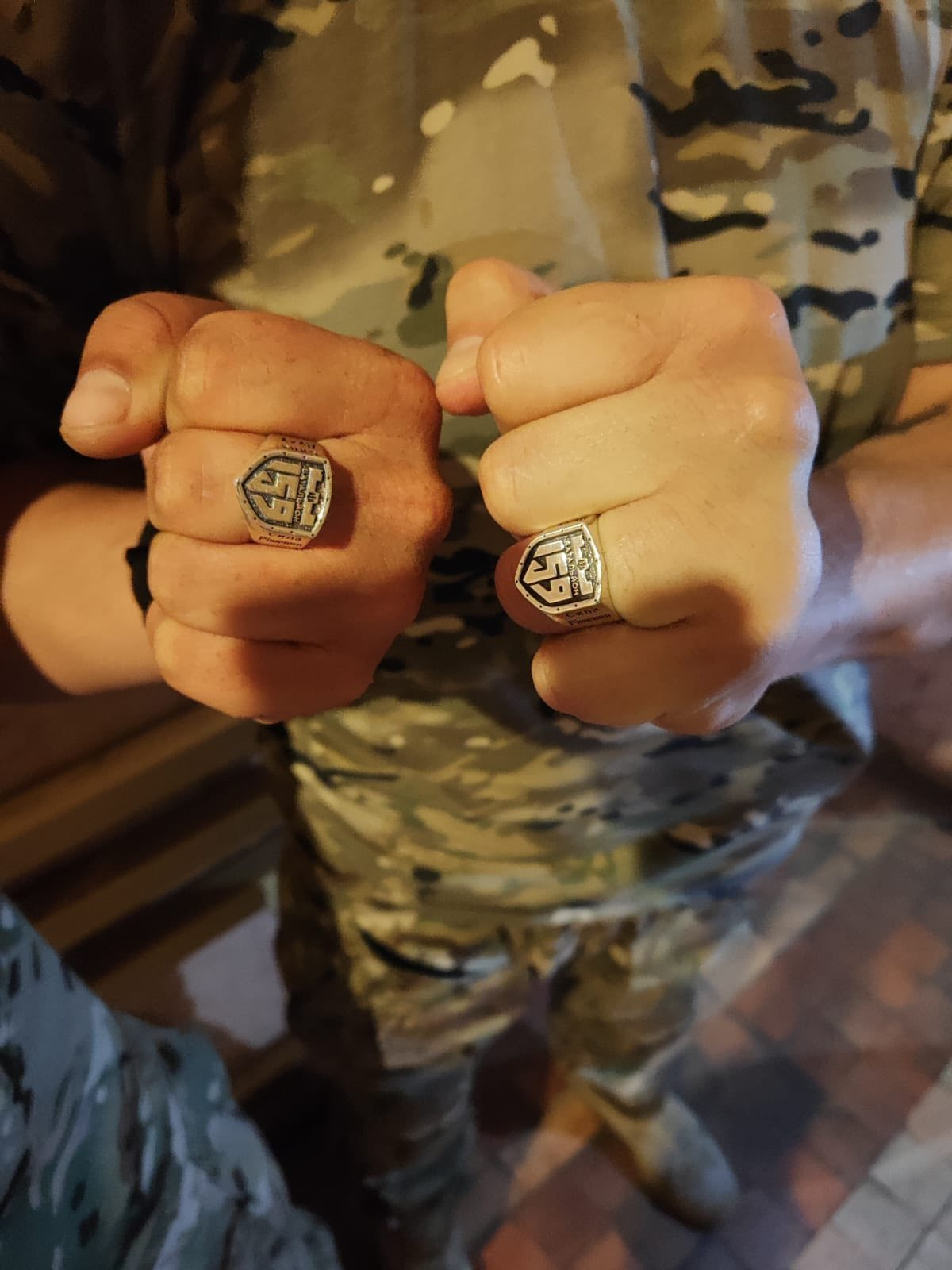
Персні 159 ОбТрО 118 ОбрТрО

Ця ініціатива є унікальною серед підрозділів Сил територіальної оборони й фактично започатковує нову форму персонального озброєного лідерства, що відсилає до звичаїв козацької старшини. Таким чином, командирська шабля поєднує в собі історичну пам’ять, бойову символіку та вимогу високих стандартів поведінки, які мають надихати підлеглих і формувати авторитет на підставі дії, а не лише посади.
1. ↑  Пост про нагородження посмертно молодшого сержанта Степаненка П.В.
2. 1 2 3  159 батальйон ТрО започаткував нову традицію складання клятви на Хортиці. procherk.info. 11.06.2025.{{cite web}}:  Обслуговування CS1: Сторінки з параметром url-status, але без параметра archive-url (посилання)

Також особовий склад батальйону відзначається власними особистими перснями, як формою заохочення, із гравіюванням 159 ОбТрО 118 ОбрТрО та власним позивним бійця. Важливим є при кожній нагоді відзначати тих, хто гідно несе службу.
Персні являються не лише внутрішньою нагородою особовому складу батальйону, це - вдячність, яка надихає та підтримує.
Текст присяги 159 ОбТрО 118 ОбрТрО:
"Я – воїн 159 окремого батальйону 
Я є силою, що захищає Україну.

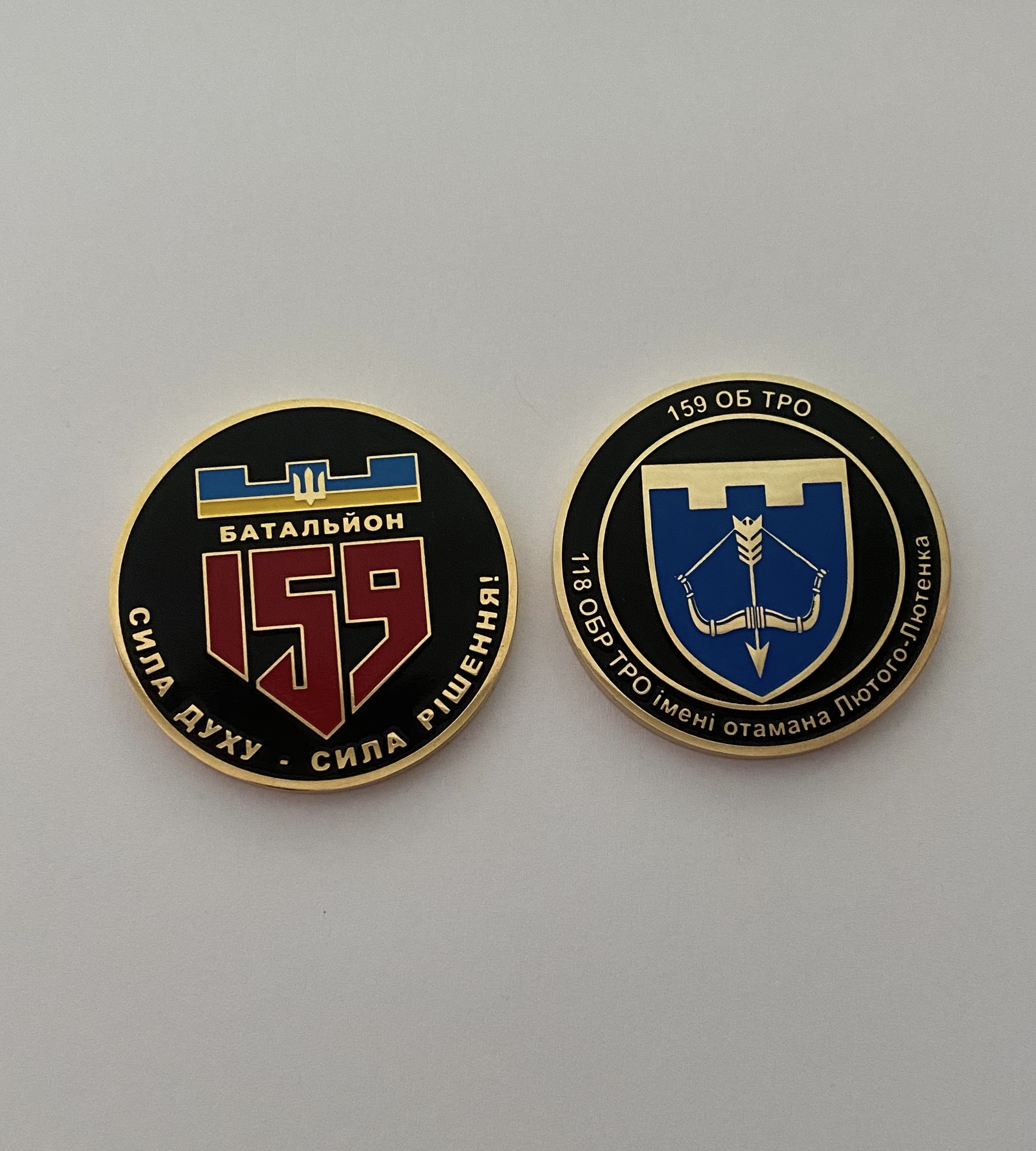
Фото коіна 159 ОбТрО 118 ОбрТрО

Я творю свою сім’ю, громаду і державу.
Вбиваю всіх, хто іде по кров мого народу.
Його сльози – моя лють. Його надія – моя міць.
Я несу порятунок українцям і смерть ворогам.
У справедливості – моє серце. У кари – мої руки.
Я НІКОЛИ НЕ ПІДВЕДУ І НЕ ПОКИНУ В БОЮ
СВОЇХ ПОБРАТИМІВ, НАДАМ ДОПОМОГУ, БУДУ ВИТРИВАЛИМ І МОРАЛЬНО СТІЙКИМ.
ЯКЩО НАВІТЬ СЕРЕД ЖИВИХ Я ЗАЛИШУСЬ ОДИН, НІ ЗА ЯКИХ  ОБСТАВИН НЕ ЗРАДЖУ СВОЇХ ПОБРАТИМІВ, СВОЄЇ МОВИ, СВОЄЇ ВІРИ, СВОЄЇ УКРАЇНИ!
Я-ДОВЕДУ, ЩО Я  
СПАДКОЄМЕЦЬ ДОБЛЄСТІ СЛАВНОГО ЗАПОРІЗЬКОГО КОЗАЦТВА.
За мною – звитяга мого шляхетного роду.
Зі мною – Бог, побратими, посестри та свята правда
Не лізь враже або помри, тому що я – переможець!
Я-Воїн, Я-Борець в мені сила мого роду в мені сила мого рішення я йду до кінця мене не зупинить ворог я сила і мудрість я боєць Я УКРАЇНЕЦЬ!!!! Мене не зламати я готовий вбивати за батьківщину!!!"

## Імідж підрозділу

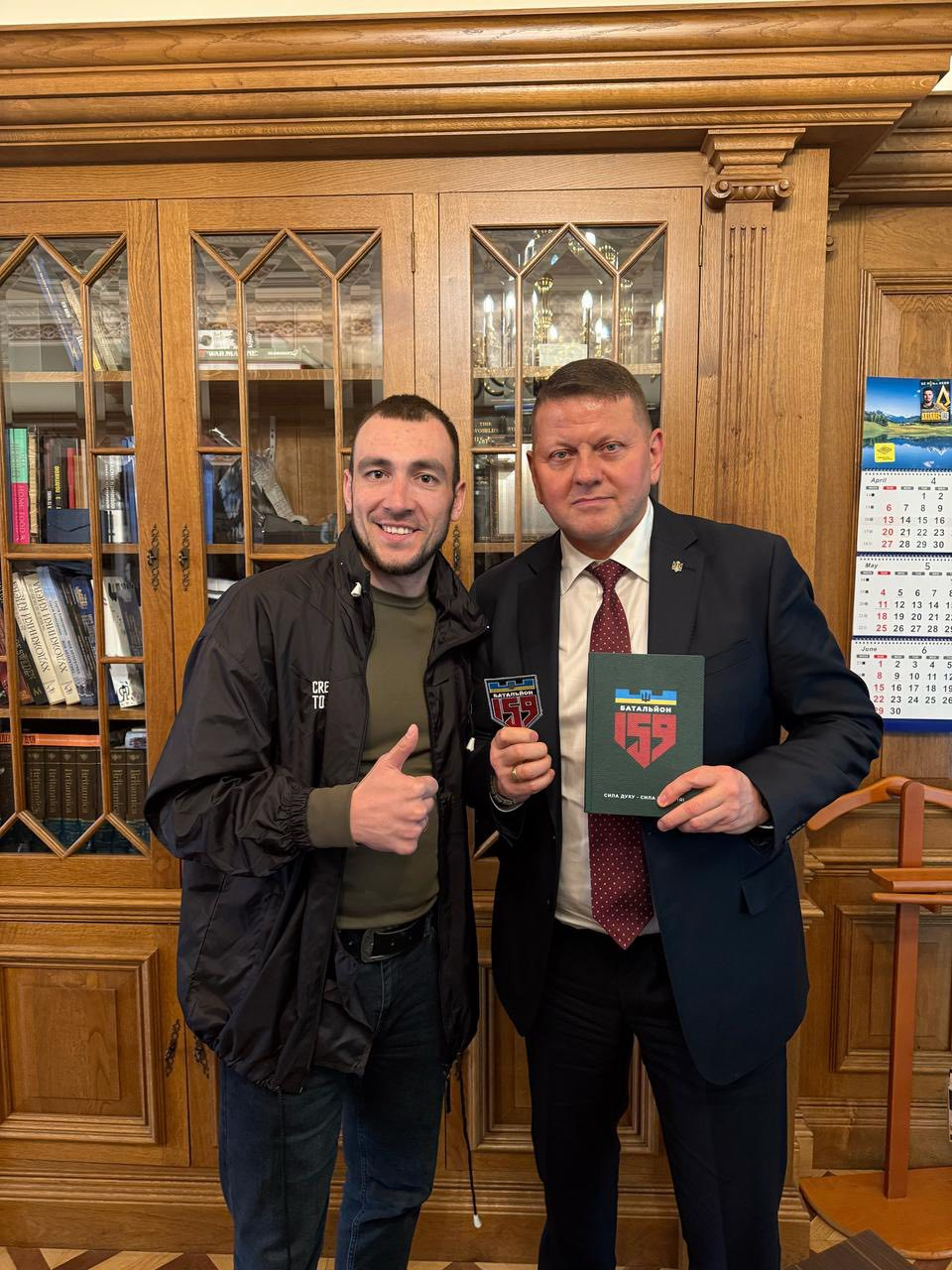
Фото 159 ОбТрО 118 ОбрТрО із Залужним В.Ф.

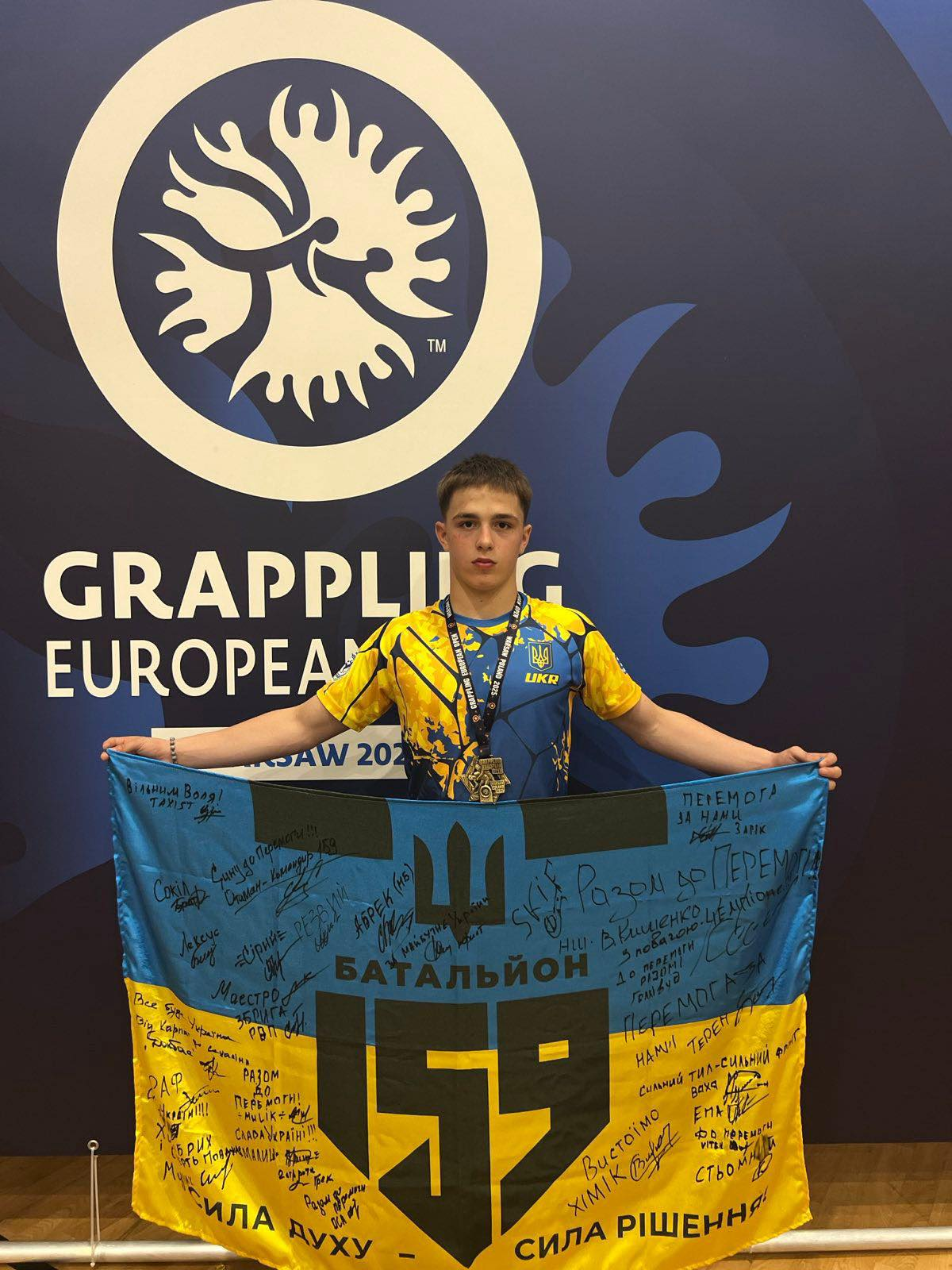
Участь родичів військовослужбовців 159 ОбТрО 118 ОбрТрО на спортивних змаганнях

Наразі 159 ОбТрО 118 ОбрТрО продовжує формувати власний пізнаваний образ, що виходить за межі суто військової діяльності. Підрозділ активно долучається до благодійних ініціатив, спортивних змагань, марафонів тощо, де активно проводиться робота щодо поповнення особового складу, збір коштів на потреби батальйону тощо.

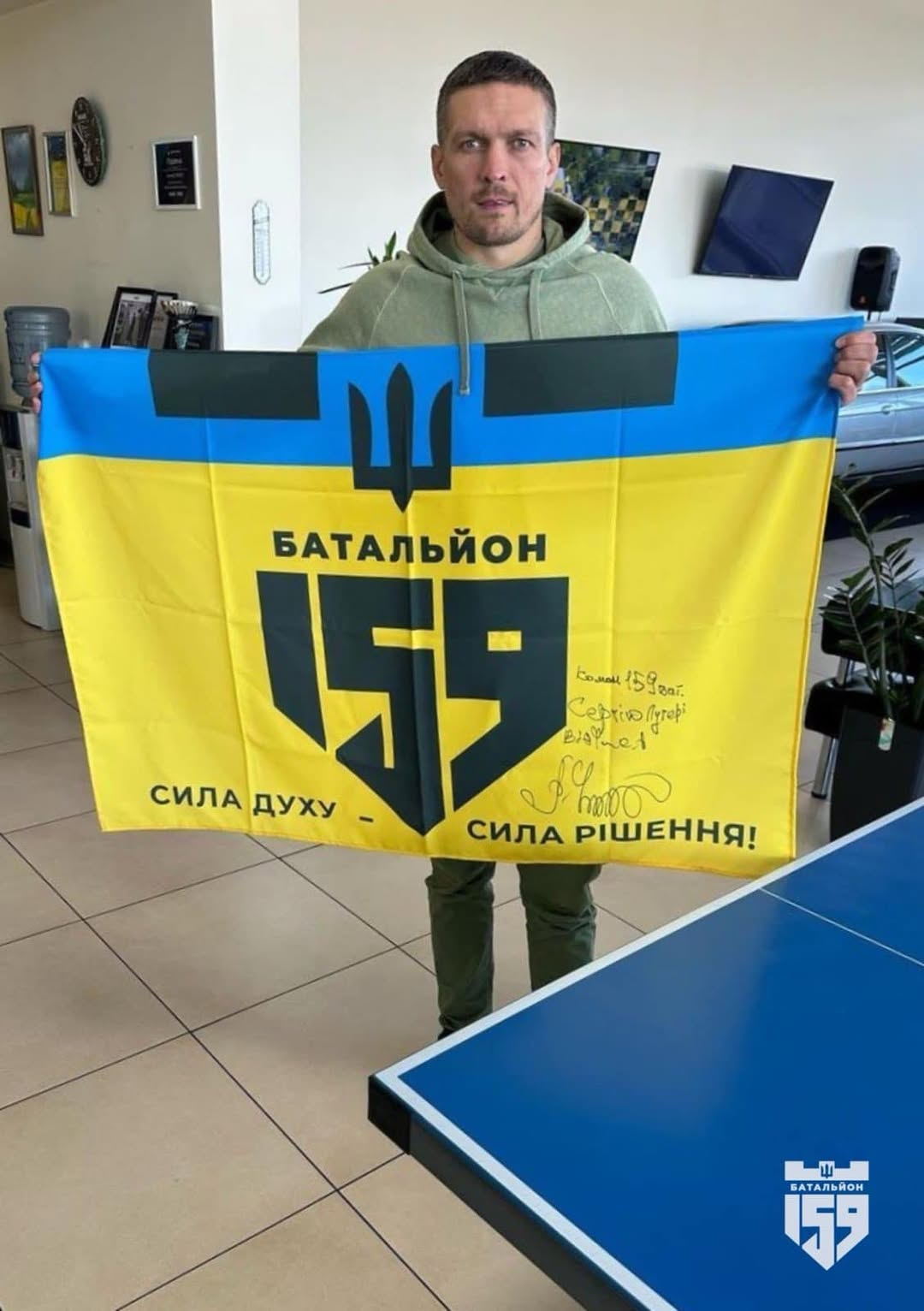
Фото Олександра Усика з прапором 159 ОбТрО 118 ОбрТрО

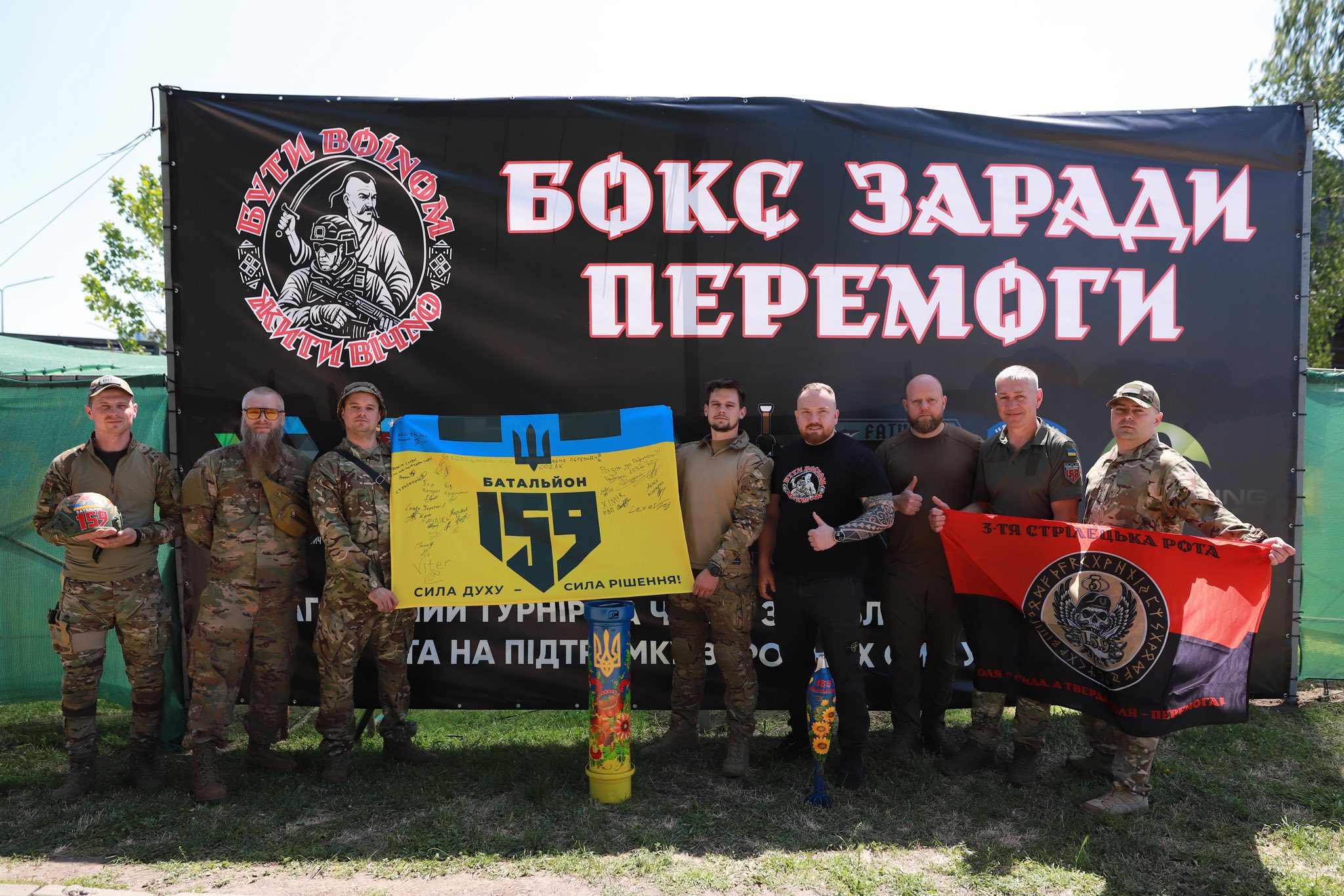
Участь 159 ОбТрО 118 ОбрТрО на благодійному спортивному заході

Публічна присутність підрозділу також підтримується через соціальні мережі: пости зі згадками про 159 ОбТрО 118 ОбрТрО або з його символікою публікували відомі українські спортсмени, волонтери, державні службовці та громадські діячі. Це, зокрема, візуальне використання шевронів підрозділу, спільні фото з військовими, участь у волонтерських проєктах на підтримку батальйону. Такі прояви сприяють зміцненню морального авторитету частини та формуванню позитивного сприйняття її в суспільстві.
Завдяки послідовній комунікації, участі у важливих соціальних подіях та прозорій публічній позиції, 159 батальйон набуває репутації підрозділу з високим рівнем внутрішньої дисципліни, громадянської відповідальності та сучасної культурної присутності у воєнному просторі.

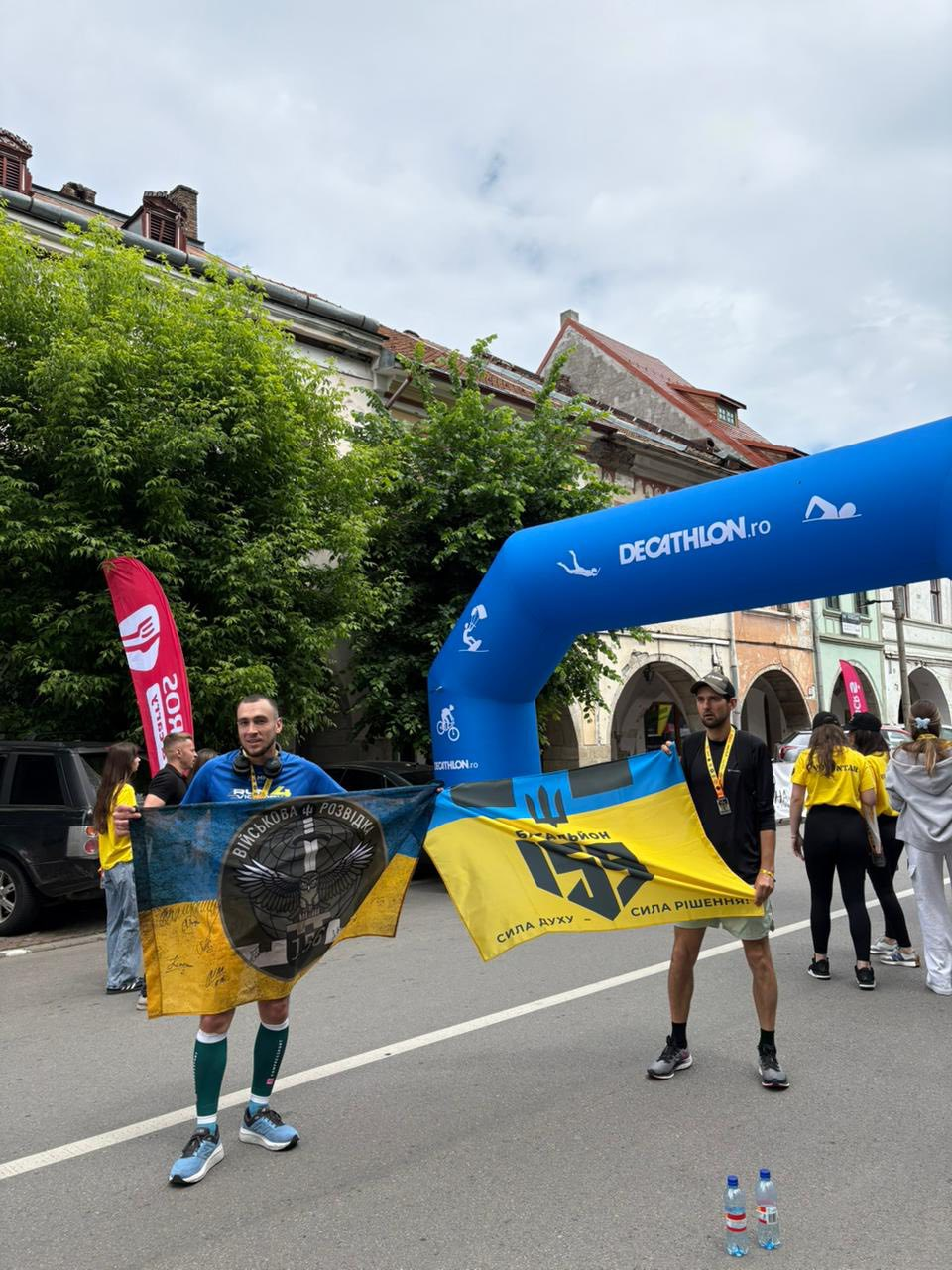
Прапор 159 ОбТрО 118 ОбрТро в Румунії на Invictus Gaming

Так само підрозділ підтримують родичі та близькі військовослужбовців 159 ОбТрО 118 ОбрТрО, які популяризують його на спортивних змаганнях, займаючи призові місця.
Зокрема, прапор 159 ОбТрО 118 ОбрТрО майорив на Іграх Нескорених (англ. Invictus Games) - міжнародний спортивний захід з адаптивних видів спорту серед ветеранів та військовослужбовців, які отримали поранення, травми чи захворювання, виконуючи свої військові обовʼязки.
Також прапор 159 ОбТрО 118 ОбрТрО, підписаний особисто видатним українським боксером Олександром Усиком передано особовому складу підрозділу.

## Інноваційна діяльність підрозділу
Окрім вдосконалення та відточення існуючих методів ведення бою з противником, підрозділ активно займається винахідницькою діяльністю, з метою збільшення ефективності ураження ворожих сил.
Одним із таких винаходів являється спостережний комплекс "ВАРТО", розроблений з метою забезпечити цілодобове спостереження за певним сектором, замінюючи цим безпілотні авіаційні комплекси.
СК "ВАРТА" наділений цифровим (92х) та оптичним (16х) зумом, PTZ-механізмом. Живлення забезпечується за рахунок імплементованої в систему зарядної електростанції EcoFlow, разом із тим це не обмежує можливість спорядити систему іншою аналогічною за функціоналом зарядною електростанцією.

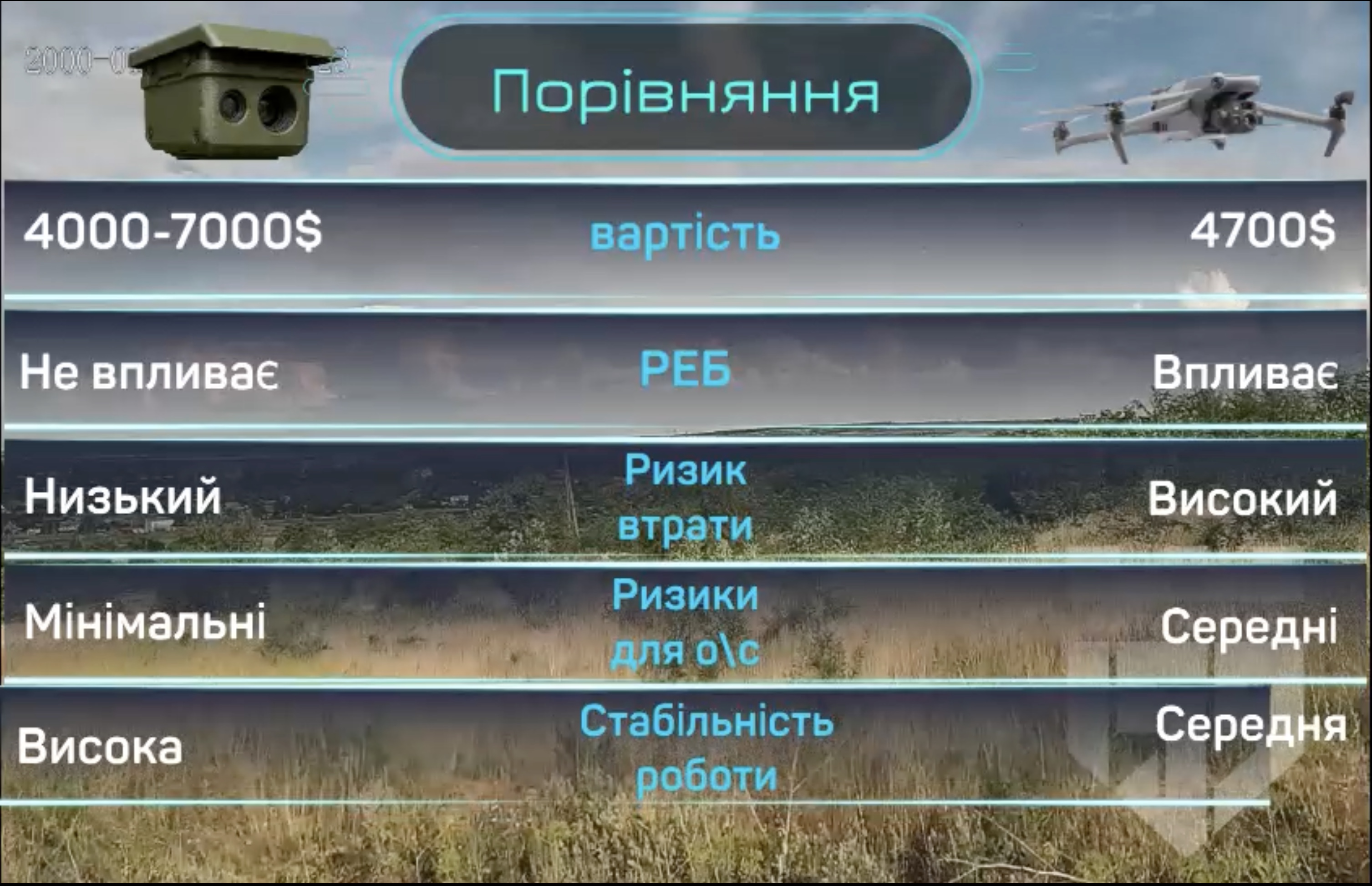
Порівняння СК "ВАРТО" із типовим БпЛА

Звʼязок із СК "ВАРТО" забезпечується за рахунок модуля Starlink, який вбудований у систему. Дана система легко піддається маскуванню, має здатність працювати безперебійно 24/7, не піддається впливу засобів радіоелектронної боротьби противника та забезпечує підрозділи можливістю вести постійне віддалене спостереження за потрібними ділянками фронту при будь-якій погоді.